# Ally McErlaine
Ally (Alistair) McErlaine (31 octobre 1968 à Glasgow en Écosse - ) est un guitariste écossais. Il est membre du groupe musical Texas depuis la formation originale du groupe.

## Biographie
Ally est connu pour sa technique particulière de jeu de guitare, se rapprochant des plus grands guitaristes jazz et soul, notamment en employant le mode « slide » sur les premières notes du fameux tube de Texas I Don't Want A Lover.
Alain Bashung fait appel à lui pour l'album Chatterton (1994) où il intervient sur plusieurs chansons.
Ally est marié depuis 2001 à la chanteuse du groupe Alisha's Attic, Shelly Poole.
Le 8 septembre 2009, Ally McErlaine est hospitalisé d'urgence à Londres après avoir été victime d'une hémorragie cérébrale. Les médecins jugent son état critique mais Ally se tire de l'affaire. Mi 2010, il a récupéré à 100 %.